# 얀 얌본
얀 얌본(네덜란드어: Jan Jambon, 1960년 4월 26일 ~ )는 벨기에 신플람스 연맹 소속의 정치인이다. 2013년부터 브라스하트 시장에 재직중이며 2014년 샤를 미셸 정부의 내무장관으로 선출되었다.
얌본 장관은 2015년 파리 테러의 여파로 브뤼셀 신트얀스몰렌베이크 지역의 암시장을 척결하고 경찰력을 증원할 계획이라고 밝혔다.